# Sphalerostola argobela
Sphalerostola argobela är en fjärilsart som beskrevs av Edward Meyrick 1931. Sphalerostola argobela ingår i släktet Sphalerostola och familjen plattmalar. Inga underarter finns listade i Catalogue of Life.